# Ferdinánd Mária bajor választófejedelem
Ferdinánd Mária (München, 1636. október 31. – Oberschleißheim, Bajor Választófejedelemség, 1679. május 26.), a Wittelsbach-házból származó bajor herceg, 1651-től haláláig Bajorország választófejedelme.

## Élete
Az idős I. Miksa bajor választófejedelem fiaként született, és 15 éves korában, Miksa halála után lépett a trónra. Sokat tett a harmincéves háború (1618–1648) okozta sebek begyógyításáért: szorgalmazta a mezőgazdaság és az ipar fejlesztését; számos templomot és kolostort építtetett, illetve újíttatott fel. 1669-ben összehívta az 1612 óta szünetelő birodalmi gyűlést.
Ferdinánd Mária 28 évnyi uralkodás után hunyt el 1679-ben. Utóda fia, II. Miksa Emánuel lett.